# Porumbacu de Jos
Porumbacu de Jos là một xã thuộc hạt Sibiu, România. Dân số thời điểm năm 2002 là 3234 người.